# Бескильница Париша
Бески́льница Пари́ша (лат. Puccinellia parishii) — редкий вид цветковых растений рода Бескильница (лат. Puccinellia).

## Ареал и местообитание
Бескильница Париша встречается на западе США, где известна по нескольким местонахождениям в Аризоне и Нью-Мексико и ещё по одному в Калифорнии и Колорадо . 
Произрастает во влажных и сезонно влажных местах с щелочными почвами, такими как минеральные источники.

## Ботаническое описание
Однолетнее травянистое растение с прямостоячими стеблями 20—22 см высотой с очень узкими плотными листьями. Соцветие — небольшой колос с несколькими узкими веточками, несущими колоски.
Это — эфемерная трава, она начинает выпускать стебли незадолго до окончания зимы, цветёт ранней весной, засыхает и увядает в июле.